# 朱治𢢀
朱治𢢀（？—1648年），字子暇，浙江嘉興府嘉興縣人，明朝、南明政治人物。

## 生平
天啟元年（1621年）浙江鄉試舉人，授廣東肇慶府通判，歷任同知、知府、嶺西僉事、蒼梧副使。永曆帝在肇慶監國，他參與定冊，連夜籌集箋文什物，早上就能使用；之後轉為遷光祿少卿兼嶺西僉事，又以僉都御史巡撫嶺南，調官太僕卿，與柴汝禎跟隨瞿式耜在峽口督師。永曆帝臨幸梧州，任用他為兵部右侍郎、副都御史總督兩廣，與劉祿、吳璟留守肇慶。永曆元年（1647年）正月，鄧研聰統領義師總兵萬年及張瞻韓、朱四輔請求招攬余龍兵馬助守。朱治𢢀宴請他們，喝酒期間督兵和新軍內鬨，萬年解圍時被標兵所殺，部下掠奪後離去，而鄧研聰則遭人民所殺，朱治𢢀的命令無人遵從。清兵自廣州乘勝攻到，他棄城逃走，諸生譚登魁被殺，參將李明珍及新興參將鍾良弼投降。李成棟反正，他參見永曆帝，稱自己薙髮但未受官；陳邦傅疏薦他擔任兵部尚書，唯永曆帝命除授兵部右侍郎。次年（1648年）十月，遭李明忠彈劾，罷官審問，不久去世。

## 引用
1. 1 2  錢海岳《南明史·卷六十·列傳第三十六》：朱治𢢀，字子暇，嘉興人。天啟元年舉於鄉。授肇慶通判，歷同知、知府、嶺西僉事、蒼梧副使。昭宗監國肇慶，與定冊。箋文什物，午夜措辦，詰朝取之如寄。遷光祿少卿，仍兼嶺西僉事。已以僉都御史巡撫嶺南，調太僕卿，與柴汝禎從瞿式耜督師峽口。上幸梧州，命以兵部右侍郎、副都御史，總督兩廣，與劉祿、吳璟留守肇慶。
2. ↑  錢海岳《南明史·卷六十·列傳第三十六》：永曆元年正月，鄧研聰統領義師總兵萬年及張瞻韓、朱四輔請招余龍兵助守。後治𢢀宴客，酒半，督兵與新軍鬨，年出解，為標兵所殺，眾大掠走。研聰為民所害，治𢢀令不行城內。清兵自廣州乘勝下，治𢢀棄城去，諸生譚登魁死，參將李明珍及新興參將鍾良弼降清。李成棟反正，謁上，稱薙髮而未受官。陳邦傅疏薦兵部尚書，命除兵部右侍郎。二年十月，李明忠劾罷勘問，卒。